# Айра Ньюборн
Джеймс Айра Ньюборн (англ. James Ira Newborn; народився 26 грудня 1949) — американський музикант, актор, оркестрант і композитор, відомий своєю роботою над створенням саундтреків до кінофільмів.

## Життя і кар'єра
Ньюборн народився 1949 року в Нью-Йорку. Він написав музику або пісні для таких фільмів, як Шістнадцять свічок, Чудернацька наука, Вихідний день Ферріса Бюллера, Дядечко Бак, Літаком, потягом та автомобілем, Тусовщики з супермаркету, Ейс Вентура: Розшук домашніх тварин та Вночі, а також написав музику для Бі Бі Кінга. Він часто працював з режисером Джоном Г'юзом. Ньюборн також був музичним керівником і продюсером фільму Брати Блюз. Численні фільми Ньюборна також включають невелику акторську роль у фільмі «Ксанаду», де він виступає як лідер оркестру 1940-х років.
Його найвідомішим саундтреком був до серії поліцейських сатир «Голий пістолет» із Леслі Нільсеном у головній ролі. Пісня вперше з'явилася у телесеріалі «Поліцейський загін»!, який надихнув на зйомки франшизи.
Ньюборн також працював у концертах, рекламі, на Бродвеї та в індустрії звукозапису як виконавець, аранжувальник, композитор і диригент.
Він також був допоміжним викладачем Нью-Йоркського університету, де здобув ступінь бакалавра в 1972 році. Під впливом різноманітних еклектичних композиторів, таких як Йоганн Себастьян Бах, Джеймс Браун і Beatles, як гітарист Ньюборн керував кількома музичними групами та грав у них, а потім став музичним керівником вокальної групи Manhattan Transfer.
Ньюборн брав участь в альбомах багатьох виконавців, таких як Рей Чарльз, Даяна Росс, Біллі Джоел і Pointer Sisters.

### Як автор пісень
Ньюборн написав дві пісні у виконанні Бі Бі Кінга для фільму «Вночі»: «My Lucille» і «Into the Night». Крім того, дві пісні, написані Ньюборном, з'явилися в альбомі саундтреків Into the Night, але не у фільмі: «Don't Make Me Sorry», написана у співавторстві з Джо Еспозіто та виконана Патті Лабель, і «Keep It Light», у співавторстві з Реджинальдом «Сонні» Берком і у виконанні Тельми Г'юстон.
Ньюборн був співавтором пісні «Clap Your Hands» для Manhattan Transfer і «Get It On and Have a Party» для Петті Брукс у саундтреку до фільму «Доктор Детройт». І «Geek Boogie» із «Шістнадцять свічок», і «Weird Romance» із «Чудернацька наука» були приписані Айрі та Гікам.
Він написав «I Guess I'm Just Screwed» для фільму «Голий пістолет 2½: Запах страху» разом з Девідом Цукером і Робертом Локешем. Разом з Пітером Сігалом він написав «The Food Song» для «Голий пістолет 33⅓: Остання образа».

## Фільмографія

### Саундтреки до фільмів
| Рік  | Назва                               | Режисер                                                     | Кіностудія                             | Примітки |
| ---- | ----------------------------------- | ----------------------------------------------------------- | -------------------------------------- | --- |
| 1981 | Всю ніч безперервно                 | Жан-Клод Трамонт                                            | Universal Pictures                     | з Річардом Хазардом і Хосе Падільєю                                                                           |
| 1983 | Доктор Детройт                      | Майкл Прессман                                              | Universal Pictures                     | саундтрек, створений за участю Роберта К. Вайса, автор пісень для Джеймса Брауна, Патті Брукс і Дена Ейкройда |
| 1984 | Шістнадцять свічок                  | Джон Г'юз                                                   | Universal Pictures                     | з Моллі Рінгволд і Ентоні Майклом Голлом                                                                      |
| 1985 | Вночі                               | Джон Лендіс                                                 | Universal Pictures                     | Н/Д |
| 1985 | Чудернацька наука                   | Джон Г'юз                                                   | Universal Pictures                     | Н/Д |
| 1986 | Розумники                           | Браян Де Пальма                                             | Metro-Goldwyn-Mayer                    | Н/Д |
| 1986 | Вихідний день Ферріса Бюллера       | Джон Г'юз                                                   | Paramount Pictures                     | Н/Д |
| 1987 | Мережі зла                          | Том Манкієвіч                                               | Universal Pictures                     | Н/Д |
| 1987 | Амазонки на Місяці                  | Джо Данте Карл Готліб Пітер Гортон Джон Лендіс Роберт Вайсс | Universal Pictures                     | Н/Д |
| 1987 | Літаком, потягом та автомобілем     | Джон Г'юз                                                   | Paramount Pictures                     | зі Стівом Мартіном і Джоном Кенді                                                                             |
| 1988 | Гольф-клуб 2                        | Аллан Аркуш                                                 | Warner Bros.                           | з Джекі Мейсон і Робертом Стеком                                                                              |
| 1988 | Голий пістолет                      | Девід Цукер                                                 | Paramount Pictures                     | Н/Д |
| 1989 | Collision Course                    | Льюїс Тіг                                                   | De Laurentiis Entertainment Group      | з Джеєм Лено та Петом Морітою                                                                                 |
| 1989 | Дядечко Бак                         | Джон Г'юз                                                   | Universal Pictures                     | з Джоном Кенді та Маколеєм Калкіним                                                                           |
| 1990 | Короткий час                        | Грег Чемпіон                                                | 20th Century Fox Gladden Entertainment | з Дебні Коулманом і Метом Фрюером                                                                             |
| 1990 | Мої блакитні небеса                 | Герберт Росс                                                | Warner Bros.                           | Н/Д |
| 1991 | Голий пістолет 2½: Запах страху     | Девід Цукер                                                 | Paramount Pictures                     | Н/Д |
| 1992 | Протилежна стать і як з нею жити    | Меттью Мешекофф                                             | Miramax                                | Н/Д |
| 1992 | Недоумки                            | Денніс Дуган                                                | Paramount Pictures                     | Н/Д |
| 1992 | Невинна кров                        | Джон Лендіс                                                 | Warner Bros.                           | Н/Д |
| 1994 | Ейс Вентура: Розшук домашніх тварин | Tom Shadyac                                                 | Warner Bros. Morgan Creek Productions  | Н/Д |
| 1994 | Голий пістолет 33⅓: Остання образа  | Пітер Сігал                                                 | Paramount Pictures                     | Н/Д |
| 1995 | The Jerky Boys: The Movie           | Джеймс Мелконян                                             | Touchstone Pictures                    | Н/Д |
| 1995 | Тусовщики з супермаркету            | Кевін Сміт                                                  | Gramercy Pictures                      | Н/Д |
| 1996 | Свавілля в середній школі           | Гарт Бочнер                                                 | TriStar Pictures                       | Н/Д |
| 1997 | Погані манери                       | Джонатан Кауфер                                             | Phaedra Cinema                         | Н/Д |
| 1998 | БЕЙСкетбол                          | Девід Цукер                                                 | Universal Pictures                     | Credited as James Ira Newborn                                                                                 |

### Телесеріали
- SCTV (1981) (TV)
- Поліцейський загін! (1982) (TV)
- Розповіді зі склепу (1992) (TV)
- Пізня зміна (1996) (TV)